# 이모 랩
이모 랩 (Emo rap)은 힙합과 이모의 퓨전 장르이다. 2010년대 중반 사운드클라우드 랩 씬에서 기원했으며,이 장르는 비트와 랩과 같은 힙합 음악의 특징들을 이모 음악에서 흔히 볼 수 있는 서정적인 주제, 악기, 그리고 보컬과 융합시킨다. XXX텐타시온, 주스 월드, 그리고 릴 핍 은 이 장르에서 가장 주목할 만한 음악가들 중 일부이다. 대한민국의 대표적 아티스트는 한국사람 (가수)가 있다.

## 특징

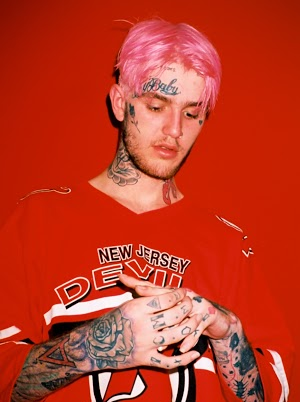
이모 랩의 대표 아티스트 릴 핍

출판물들은 이모랩이 힙합으로부터 영향을 받는다고 묘사했다.이모 랩, 트랩,팝 펑크, 누 메탈,인디 록, 포스트 하드코어 그리고 클라우드 랩이다.
이모 랩은 현대 주류 힙합에서 볼 수 있는 "전통적인" 톤에서 출발하여 더 감정적이고 개인적인 서정적인 콘텐츠를 선호한다. 월스트리트저널은 이를 "어르신들에게 손가락질을 하는 것"이라고 묘사했다. 가사는 우울증과 같은 주제에 초점을 맞추는 경향이 있다. 외로움, 불안감,마약 중독, 니힐리즘, 자살, 심장마비, 그리고 자가 치료를 내포하고 있다. 이 장르는 의식적인 힙합에서 흔히 볼 수 있는 음악적 요소와 인디 록 인스트루멘털이 결합된 것이 특징이다. 샘플링은 종종 2000년대 팝 펑크와 이모 노래를 사용한다. 표본 추출의 대부분은 미네랄, 언더도스, 우정국과 같은 장르에 영감을 준 예술가들에 의해 영향을 받았다. 일부 이모 래퍼들은 오리지널 악기를 사용하기도 한다. 고트보이클릭의 호스헤드(Horse Head)는 이 음악에 대해 "그리운 느낌이지만, 새로운 느낌도 있다"고 설명했다. 그것은 마치 이모포와 멜로디의 함정 같다"고 말했다.
이 음악의 팬들은 때때로 "슬픈 소년들"이라고 불리는데, 이는 엠포그래퍼 융 린의 같은 이름을 가진 음악 그룹을 가리킨다.

## 역사

### 1990년대 ~ 2010년대 초: 전구체
이모 랩이 장르로 굳어지기 전, 이 용어는 감정적인 작사 스타일 때문에 비평가들에 의해 조 버든, 카니예 웨스트, 드레이크와 같은 래퍼들에게 적용되었다. 2017년 미국 래퍼 슬러그 (Slug)는 IR 매거진 기사에서 "이모 랩"이라는 이름을 발명했다고 주장했다. Give up the Ghost, Modern Life is War, Grave Digger와 같은 힙합과 밴드 모두의 영향을 받은 독일 래퍼 캐스퍼의 음악은 그의 경력 초기에 종종 "이모 랩"으로 언급되었다. 허핑턴 포스트의 작가 기아 마카레치는 2012년 기사에서 미국의 그룹 할리우드 언데드를 "crass emo-rap"이라고 묘사했다.
게다가, 1990년대와 2010년대 초 사이에 힙합씬과 이모와 팝 펑크씬 사이에 많은 중요한 교차점이 있었다.  지브라헤드는 1995년 결성 이후 보컬리스트 알리 타바타바에가 팝 펑크 악기들을 랩하는 스타일을 연주해 왔다. 래퍼 MC 랄스는 2004년 데뷔 앨범 이후 자신의 음악에서 이모와 팝 펑크 노래에 대한 샘플과 참조를 사용해왔다. 팝 펑크 밴드 굿 샬럿은 종종 힙합의 영향을 받았다고 말했고, 2007년 음반 Greatest Remixes를 발매했는데, 이 음반은 제이 E, 패트릭 스텀프, 마셜 굿맨, 윌리엄 베켓과 같은 힙합과 팝 펑크 음악가들에 의해 리믹스된 많은 곡들로 구성되어 있다. 2005년, 스텀프와 피트 웬츠는 DCD2 레코드를 설립했는데, 이 레코드는 이모와 힙합 아티스트를 모두 계약했다. DCD2는 코브라 스타쉽과 짐 클래스 히어로즈도 두 장르의 요소를 통합했다. 2006년, 래퍼 카니예 웨스트는 이모 팝 밴드 폴 아웃 보이의 노래 "This Ain't a Scene, It's a Arms Race"를 리믹스했다. Fearble Records는 2008년에 인기 있는 힙합 노래를 커버하는 이모와 팝 펑크 뮤지션들로 구성된 앨범 Punk Goes Crunk를 발매했다. 2008년에는 랩퍼 릴 웨인의 곡 〈롤리팝〉을 커버했고, 2011년에는 팝 펑크 밴드 위저와 함께 〈Can't Stop Partying〉을 공동 작업했다.또한 2012년, 저명한 팝 펑크 밴드 블링크-182는 Dogs Eating Dogs EP의 "Pretty Little Girl" 트랙에 랩퍼 옐라울프를 피처링했다.
2013년, 스웨덴의 래퍼이자 새드 보이즈의 멤버인 영 린은 《Ginseng Strip 2002》와 많은 사람들이 영 린을 "이모랩의 아버지"로 확고히 한 매우 영향력 있는 믹스테이프 "Unknown Death 2002"를 발매했다.

### 2010년대 중반부터 현재까지: 인기와 죽음
이모 랩은 본즈 (래퍼)가 개척했으며, 그의 VHS 녹음 뮤직 비디오와 어두운 프로듀싱과 심미안이 당시 언더그라운드 힙합에 큰 영향을 미쳤기 때문에 데즈는 그를 "언더그라운드 랩킹"이라고 묘사했다. 2012년, 레이더 클랜의 하위 그룹인 스락스하우스의 멤버들은 이모, 트랩, 다크 웨이브, 블랙 메탈, 인디 록 장면 간의 연결을 그릴 목적으로 GothBoiClique (GBC)를 결성했다. GBC의 이모티콘 스타일은 사운드클라우드의 언더그라운드 이모티콘과 힙합 장면의 아티스트들에게 영향을 미쳤다. 릴 로터스, 릴 핍, 릴 트레이시는 모두 이 그룹을 영향력 있는 그룹으로 꼽았고, 후자의 두 사람은 결국 멤버가 되었다.이 기간 동안, DIY의 정신이 그 장르를 정의하게 되었다.시니가미가 데뷔 앨범 '루나 온 스포티파이(Luna on Spotify)'를 발매했을 때, 그는 스트리밍 서비스의 수익화 능력으로 인해 매진이라는 조롱을 받았다.
2017년 릴 우지 버트의 곡 〈XO Tour Llif3〉는 슬리퍼 히트곡이 되었다. 자살에 대한 가사와 감정적 붕괴로 인해 이모 힙합으로 특징지어지는 이 곡은 빌보드 핫 100에서 7위를 차지했다. 2017년 8월, XXX텐타시온은 친구의 자살을 다룬 싱글 〈Joselyn Flores〉로 데뷔 앨범 17을 발매했고 릴 우지 베르트는 데뷔 앨범인 Luv Is Rage 2.를 발매했다. 프로젝트 발표와 빌보드 200에서의 최고봉은 주류에서 이모티콘의 결정적인 순간이 되었다. 프로젝트 발표와 빌보드 200에서의 최고봉은 주류에서 이모티콘의 결정적인 순간이 되었다.동시에 릴 핍은 2017년 1월 피치포크에 의해 "이모의 미래"로 낙인찍혔고 가디언에 의해 이모 부활의 선구자로 정면으로 떠올랐다.
2017년 11월, 릴 핍은 펜타닐 과다복용으로 사망했다. 그 직후, 릴 핍의 데뷔 스튜디오 앨범 "Come Over When You're Sober, Pt. 1"를 1위로 차지하며 리드 싱글 "Awful Things"가 빌보드 차트에 올랐다. 얼마 후, 릴 핍의 데뷔 스튜디오 음반과 리드 싱글 "Awful Things"가 빌보드 차트에 올랐다. 그의 죽음은 장르 전반에, 특히 트리피 레드와 릴 아론과 같은 예술가들에게 더 많은 명성을 가져다 주었다. 2018년 6월, XXX텐타시온은 살해되었고, 피프와 마찬가지로 그의 앨범 17과 ?는 다음 주에 빌보드 핫 100에서 1위를 차지했다.2018년 9월, 두 아티스트의 사후 콜라보레이션 《Falling Down》이 발매되어 미국에서 플래티넘 인증을 받았다. 같은 해, 이모 랩은 2018년 스포티파이에서 가장 빠르게 성장한 장르였다. 2019년 12월, 주스 월드 (Juice WRLD)는 옥시코돈과 코데인의 과다복용으로 인한 발작으로 사망했다. 그는 〈All Girls Are the Same〉과 〈Lucid Dreams〉로 대부분의 사람들에게 알려졌으며, 후자는 2018년 빌보드 핫 100에서 2위로 정점을 찍은 후 2019년 8위로 차트에 복귀했다.
2018년과 2019년, 주목할 만한 이모 래퍼 24k Goldn,Poorstacy, Powfu, Iann Dior는 모두 데뷔 EP를 발매한 레이블에 의해 계약되었다. 2020년 2월 8일, 포푸는 비바두비와 함께 싱글 "Death Bed (Coffee for Your Head)"를 발매했는데, 이 곡은 미국 핫 록/얼터너티브 송 차트에서 1위를 차지했다. 2020년 7월 24일, 디올과 24k골드는 현재 쿼드러플 플래티넘 인증을 받은 차트 1위 곡 〈Mood〉를 발표했다. 포브스는 2020년을 "랩 아티스트가 록 차트를 지배하는 해"라고 묘사했고, 스핀 작가 알 시플리는 팝 펑크와 랩의 합병을 2020년의 "상업적인 주거넛"이라고 묘사했다.

## 영향력
이모 랩의 인기는 2010년대 후반과 2020년대 초반에 많이 이루어졌으며, 주류 음악가들이 이모 랩의 요소들을 그들의 음악에 포함시켰다.
저스틴 비버, 아리아나 그란데, 그리고 밀리 사이러스 (Miley Cyrus)가 있다.
클라우드 랩, 트랩, 덥스텝, 트랜스, 칩튠, 팝 음악과 같은 스타일과 함께 이모랩은 하이퍼팝 장르의 발전에 영향을 미쳤다.이 장르는 2010년대 후반과 2020년대 초반에 100 Gecs, Charli XCX, 도리안 일렉트라와 같은 아티스트들을 통해 주류적 관심을 받았다.
이 장르는 또한 주류에서 팝 펑크에 대한 관심을 되살렸다. 이러한 관심은 2020년대 팝 펑크 부활로 이어졌다. 특히 기관총 켈리의 앨범 Tickets to My Dollf는 이브닝 스탠다드에 의해 현대 팝 펑크와 엠오랩 장면 사이의 "격차 해소"로 묘사되었다.이 기간 동안, 트리피 레드, 릴 트레이시, 콜드 하트, 릴 아론, 24k 골든과 같은 많은 이모 랩퍼들도 팝 펑크 앨범과 노래를 발매하기 시작했다.

## 아티스트 (국내)
- 애쉬 아일랜드
- 블루 (래퍼)
- 씨잼
- 퓨처리스틱 스웨버 / 랩탑보이보이
- 스키니브라운
- 토일 (안토일)
- 빈첸
- 예스코바
- 양홍원
- 우원재
- 한국사람 (가수)
- Jayci yucca
- 식케이
- 한요한
- YongYong

## 아티스트 (국외)
- 텐타시온
- 트리피 레드
- 주스 월드
- 릴 핍
- 영 린
- 릴 우지 버트
- 릴 야티
- 릴 젠
- 릴 스키즈
- NF
- 포스트 말론
- Powfu
- 더 키드 라로이
- 이안 디올
- 24k골든

## 같이 볼것
- 얼터너티브 힙합
- 멈블 랩

## 같이 보기
- 얼터너티브 힙합
- 힙합 장르 목록